# Linha do hidrogênio

Um átomo de hidrogênio com os spins do próton e do elétron alinhados (acima) sofre uma inversão do spin do elétron, resultando na emissão de um fóton com um comprimento de onda de 21 cm (abaixo)

A linha do hidrogênio, linha de 21 centímetros, ou linha H I é uma linha espectral que é criada por uma mudança no estado energético de solitários, eletricamente neutros átomos de hidrogênio. É produzida por uma transição de spin, o que significa que a direção do spin do elétron é invertida em relação ao spin do próton. Esta é uma mudança do estado quântico entre os dois níveis hiperfinos do 1 s estado fundamental do hidrogênio. A radiação eletromagnética que produz esta linha tem uma frequência de 1420405751768(2) MHz (1,42 GHz), que é equivalente a um comprimento de onda de 21106114054160(30) cm no vácuo. De acordo com a relação de Planck–Einstein E = hν, o fóton emitido por esta transição tem uma energia de 58743261841116(81) μeV [9411708152678(13)×10−25 J]. A constante de proporcionalidade, h, é conhecida como constante de Planck.
A frequência da linha do hidrogênio está na banda L, que está localizada na extremidade inferior da região de micro-ondas do espectro eletromagnético. É frequentemente observada na radioastronomia porque essas ondas de rádio podem penetrar nas grandes nuvens de poeira cósmica interestelar que são opacas à luz visível. A existência dessa linha foi prevista pelo astrônomo holandês H. van de Hulst em 1944, e depois observada diretamente por E. M. Purcell e seu estudante H. I. Ewen em 1951. Observações da linha do hidrogênio têm sido usadas para revelar a forma espiral da Via Láctea, para calcular a massa e a dinâmica de galáxias individuais, e para testar mudanças na constante de estrutura fina ao longo do tempo. É de particular importância para a cosmologia porque pode ser usada para estudar o Universo primitivo. Devido às suas propriedades fundamentais, esta linha é de interesse na busca por inteligência extraterrestre. Esta linha é a base teórica do maser de hidrogênio.

## Causa
Um átomo de hidrogênio neutro consiste em um elétron ligado a um próton. O estado de energia estacionária mais baixo do elétron ligado é chamado de estado fundamental. Tanto o elétron quanto o próton têm momento de dipolo magnético intrínseco atribuído ao seu spin, cuja interação resulta em um ligeiro aumento de energia quando os spins são paralelos, e uma diminuição quando são antiparalelos. O fato de apenas estados paralelos e antiparalelos serem permitidos é resultado da discretização do momento angular total do sistema pela mecânica quântica. Quando os spins são paralelos, os momentos de dipolo magnético são antiparalelos (porque o elétron e o próton têm cargas opostas), assim seria esperado que esta configuração tivesse menor energia, assim como dois ímãs se alinharão de modo que o polo norte de um esteja mais próximo do polo sul do outro. Esta lógica falha aqui porque as funções de onda do elétron e do próton se sobrepõem; isto é, o elétron não está espacialmente deslocado do próton, mas o envolve. Os momentos de dipolo magnético são, portanto, melhor pensados como pequenos loops de corrente. Como correntes paralelas se atraem, os momentos de dipolo magnético paralelos (ou seja, spins antiparalelos) têm menor energia.
No estado fundamental, a transição de spin entre esses estados alinhados tem uma diferença de energia de 587433 µeV. Quando aplicada à relação de Planck, isso dá:
{\displaystyle \lambda ={\frac {1}{\nu }}\cdot c={\frac {h}{E}}\cdot c\approx {\frac {;4,135,67\cdot 10^{-15}\ \mathrm {eV} \cdot {\text{s}};}{5,874,33\cdot 10^{-6}\ \mathrm {eV} }},\cdot ,2,997,92\cdot 10^{8}\ \mathrm {m} \cdot \mathrm {s} ^{-1}\approx 0,211,06\ \mathrm {m} =21,106\ \mathrm {cm} ;}
onde λ é o comprimento de onda de um fóton emitido, ν é sua frequência, E é a energia do fóton, h é a constante de Planck, e c é a velocidade da luz no vácuo. Em um ambiente de laboratório, os parâmetros da linha do hidrogênio foram medidos com mais precisão como:
λ = 21106114054160(30) cm
ν = 1420405751768(2) Hz
no vácuo.
Esta transição é altamente proibida com uma taxa de transição extremamente pequena de 29×10−15 s−1, e um tempo de vida médio do estado excitado de cerca de 11 milhões de anos. Colisões de átomos de hidrogênio neutro com elétrons ou outros átomos podem ajudar a promover a emissão de fótons de 21 cm. Uma ocorrência espontânea da transição é improvável de ser vista em um laboratório na Terra, mas pode ser artificialmente induzida através da emissão estimulada usando um maser de hidrogênio. É comumente observada em ambientes astronômicos, como nuvens de hidrogênio em nossa galáxia e em outras. Devido ao princípio da incerteza, seu longo tempo de vida dá à linha espectral uma largura natural extremamente pequena, de modo que a maior parte do alargamento se deve a deslocamentos Efeito Doppler causados por movimento de massa ou temperatura não-zero das regiões emissoras.

## Descoberta
[[Ficheiro Banks - Ewen-Purcell Horn Antenna.jpg|right|thumb|Antena corneta usada por Ewen e Purcell para a primeira detecção da emissão da linha do hidrogênio da Via Láctea]]
Durante a década de 1930, notou-se que havia um "chiado" de rádio que variava em um ciclo diário e parecia ser de origem extraterrestre. Após sugestões iniciais de que isso seria devido ao Sol, observou-se que as ondas de rádio pareciam se propagar a partir do centro da Galáxia. Essas descobertas foram publicadas em 1940 e foram notadas por Jan Oort, que sabia que avanços significativos poderiam ser feitos na astronomia se houvesse linhas de emissão na parte de rádio do espectro. Ele encaminhou isso para Hendrik van de Hulst, que, em 1944, previu que o hidrogênio neutro poderia produzir radiação a uma frequência de 14204058 MHz devido a dois níveis de energia muito próximos no estado fundamental do átomo de hidrogênio.
A linha de 21 cm (1420,4 MHz) foi detectada pela primeira vez em 1951 por Ewen e Purcell na Universidade Harvard, e publicada depois que seus dados foram corroborados pelos astrônomos holandeses Muller e Oort, e por Christiansen e Hindman na Austrália. Após 1952, os primeiros mapas do hidrogênio neutro na Galáxia foram feitos e revelaram pela primeira vez a estrutura espiral da Via Láctea.

## Usos

### Na radioastronomia
A linha espectral de 21 cm aparece dentro do espectro de rádio (na banda L da banda UHF da janela de micro-ondas). A energia eletromagnética nesta faixa pode facilmente atravessar a atmosfera da Terra e ser observada da Terra com pouca interferência. A linha do hidrogênio pode facilmente penetrar em nuvens de poeira cósmica interestelar que são opacas à luz visível. Assumindo que os átomos de hidrogênio estão uniformemente distribuídos por toda a galáxia, cada linha de visão através da galáxia revelará uma linha de hidrogênio. A única diferença entre cada uma dessas linhas é o desvio Doppler que cada uma delas tem. Portanto, assumindo o movimento circular, pode-se calcular a velocidade relativa de cada braço de nossa galáxia. A curva de rotação de nossa galáxia foi calculada usando a linha de hidrogênio de 21 cm. É então possível usar o gráfico da curva de rotação e a velocidade para determinar a distância até um determinado ponto dentro da galáxia. No entanto, uma limitação deste método é que desvios do movimento circular são observados em várias escalas.
Observações da linha do hidrogênio têm sido usadas indiretamente para calcular a massa de galáxias, para estabelecer limites em quaisquer mudanças ao longo do tempo na constante de estrutura fina, e para estudar a dinâmica de galáxias individuais. A intensidade do campo magnético do espaço interestelar pode ser medida observando o efeito Zeeman na linha de 21 cm; uma tarefa que foi realizada pela primeira vez por G. L. Verschuur em 1968. Em teoria, pode ser possível procurar átomos de anti-hidrogênio medindo a polarização da linha de 21 cm em um campo magnético externo.
O deutério possui uma linha espectral hiperfina semelhante a 91,6 cm (327 MHz), e a força relativa da linha de 21 cm para a linha de 91,6 cm pode ser usada para medir a proporção deutério-para-hidrogênio (D/H). Um grupo em 2007 relatou a proporção D/H no anticentro galáctico como sendo de 21 ± 7 partes por milhão.
1. Seções traduzidas da Wikipédia sobre a linha de 21 cm

### Em cosmologia
A linha é de grande interesse na cosmologia do Big Bang porque é a única forma conhecida de investigar as "eras escuras" cosmológicas desde a recombinação (quando os átomos de hidrogênio estáveis se formaram pela primeira vez) até a época da reionização. Após incluir o intervalo de redshift para este período, esta linha será observada em frequências de 200 MHz até cerca de 15 MHz na Terra. Ela potencialmente tem duas aplicações. Primeiro, ao mapear a intensidade da radiação de 21 centímetros com redshift, pode, em princípio, fornecer uma imagem muito precisa do espectro de potência da matéria no período após a recombinação. Segundo, pode fornecer uma imagem de como o universo foi reionizado, já que o hidrogênio neutro que foi ionizado pela radiação de estrelas ou quasares aparecerá como buracos no fundo de 21 cm.
No entanto, observações de 21 cm são muito difíceis de serem realizadas. Experimentos terrestres para observar o fraco sinal são prejudicados por interferências de transmissores de televisão e da ionosfera, então devem ser feitos a partir de locais muito isolados com cuidado para eliminar interferências. Experimentos baseados no espaço, mesmo no lado oposto da Lua (onde estariam protegidos da interferência de sinais de rádio terrestres), foram propostos para compensar isso. Pouco se sabe sobre outros efeitos de primeiro plano, como emissão síncrotron e emissão livre-livre na galáxia. Apesar desses problemas, as observações de 21 cm, juntamente com observações espaciais de ondas gravitacionais, são geralmente vistas como a próxima grande fronteira na cosmologia observacional, após a polarização da radiação cósmica de fundo em micro-ondas.

### Relevância para a busca por vida inteligente não humana

A transição hiperfina do hidrogênio, como representada nas sondas Pioneer e Voyager.

A placa Pioneer, anexada às sondas espaciais Pioneer 10 e Pioneer 11, retrata a transição hiperfina do hidrogênio neutro e usou o comprimento de onda como uma escala padrão de medida. Por exemplo, a altura da mulher na imagem é exibida como oito vezes 21 cm, ou 168 cm. Da mesma forma, a frequência da transição de spin do hidrogênio foi usada como unidade de tempo em um mapa da Terra incluído nas placas Pioneer e também nas sondas Voyager 1 e Voyager 2. Neste mapa, a posição do Sol é retratada em relação a 14 pulsares cujo período de rotação por volta de 1977 é dado como um múltiplo da frequência da transição de spin do hidrogênio. É teorizado pelos criadores da placa que uma civilização avançada seria então capaz de usar as localizações desses pulsares para localizar o Sistema Solar na época em que as espaçonaves foram lançadas.
A linha de hidrogênio de 21 cm é considerada uma frequência favorável pelo programa SETI em sua busca por sinais de potenciais civilizações extraterrestres. Em 1959, o físico italiano Giuseppe Cocconi e o físico americano Philip Morrison publicaram "Searching for interstellar communications", um artigo propondo a linha de hidrogênio de 21 cm e o potencial das micro-ondas na busca por comunicações interestelares. Segundo George Basalla, o artigo de Cocconi e Morrison "forneceu uma base teórica razoável" para o então nascente programa SETI. Da mesma forma, Pyotr Makovetsky propôs que o SETI use uma frequência igual a:
0π × 142040575177 MHz ≈ 446233627 GHz
ou
2π × 142040575177 MHz ≈ 892467255 GHz
Como π é um número irracional, tal frequência não poderia ser produzida de maneira natural como uma harmônica, e claramente indicaria sua origem artificial. Tal sinal não seria sobrecarregado pela própria linha H I, ou por qualquer uma de suas harmônicas.

### Cosmologia
- Madau, P.; Meiksin, A.; Rees, M.J. (1997). «21 cm tomography of the intergalactic medium at high redshift». The Astrophysical Journal. 475 (2): 429–444. Bibcode:1997ApJ...475..429M. arXiv:astro-ph/9608010. doi:10.1086/303549

- Ciardi, B.; Madau, P. (2003). «Probing beyond the epoch of hydrogen reionization with 21 centimeter radiation». The Astrophysical Journal. 596 (1): 1–8. Bibcode:2003ApJ...596....1C. arXiv:astro-ph/0303249. doi:10.1086/377634

- Zaldarriaga, M.; Furlanetto, S.; Hernquist, L. (2004). «21 centimeter fluctuations from cosmic gas at high redshifts». The Astrophysical Journal. 608 (2): 622–635. Bibcode:2004ApJ...608..622Z. arXiv:astro-ph/0311514. doi:10.1086/386327

- Furlanetto, S.; Sokasian, A.; Hernquist, L. (2004). «Observing the reionization epoch through 21 centimeter radiation». Monthly Notices of the Royal Astronomical Society. 347 (1): 187–195. Bibcode:2004MNRAS.347..187F. arXiv:astro-ph/0305065. doi:10.1111/j.1365-2966.2004.07187.x

- Loeb, A.; Zaldarriaga, M. (2004). «Measuring the small-scale power spectrum of cosmic density fluctuations through 21 cm tomography prior to the epoch of structure formation». Physical Review Letters. 92 (21): 211301. Bibcode:2004PhRvL..92u1301L. PMID 15245272. arXiv:astro-ph/0312134. doi:10.1103/PhysRevLett.92.211301
- Santos, M.G.; Cooray, A.; Knox, L. (2005). «Multifrequency analysis of 21 cm fluctuations from the era of reionization». The Astrophysical Journal. 625 (2): 575–587. Bibcode:2005ApJ...625..575S. arXiv:astro-ph/0408515. doi:10.1086/429857
- Barkana, R.; Loeb, A. (2005). «Detecting the earliest galaxies through two new sources of 21 cm fluctuations». The Astrophysical Journal. 626 (1): 1–11. Bibcode:2005ApJ...626....1B. arXiv:astro-ph/0410129. doi:10.1086/429954
- Wang, Jingying; Xu, Haiguang; An, Tao; Gu, Junhua; Guo, Xueying; Li, Weitian; Wang, Yu; Liu, Chengze; Martineau-Huynh, Olivier; Wu, Xiang-Ping (14 Janeiro 2013). «Exploring the cosmic reionization epoch in frequency space: An improved approach to remove the foreground in 21 cm tomography». The Astrophysical Journal. 763 (2): 90. Bibcode:2013ApJ...763...90W. ISSN 0004-637X. arXiv:1211.6450. doi:10.1088/0004-637X/763/2/90